# Grand Hotel Imperial (Ragusa, Croazia)
Il Grand Hotel Imperial è uno storico albergo di lusso di Ragusa in Dalmazia.

## Storia
L'idea di costruire un moderno albergo di lusso a Ragusa, all'epoca parte dell'Impero austro-ungarico, venne al barone Viktor Kalchberg, presidente del Lloyd austriaco, dopo aver appreso che i giornali della città lamentavano che troppi pochi viaggiatori intraprendevano il lungo viaggio per raggiungere la città e che i pochi che lo facevano spesso vi rimanevano poco tempo per mancanza di sistemazioni alberghiere di qualità. L'azienda di Kalchberg intraprese quindi i lavori di costruzione dell'albergo, eretto secondo il progetto dell'architetto Ludwig Tischler. I lavori si svolsero tra il 1895 e il 1897.
Durante la sua storia l'albergo ha ospitato diversi ospiti illustri, tra cui Edoardo VIII del Regno Unito e la compagna Wallis Simpson, i quali parteciparono a un ballo nel giardino dell'hotel nel 1936.

## Descrizione
L'edificio presenta uno stile eclettico.

## Galleria d'immagini

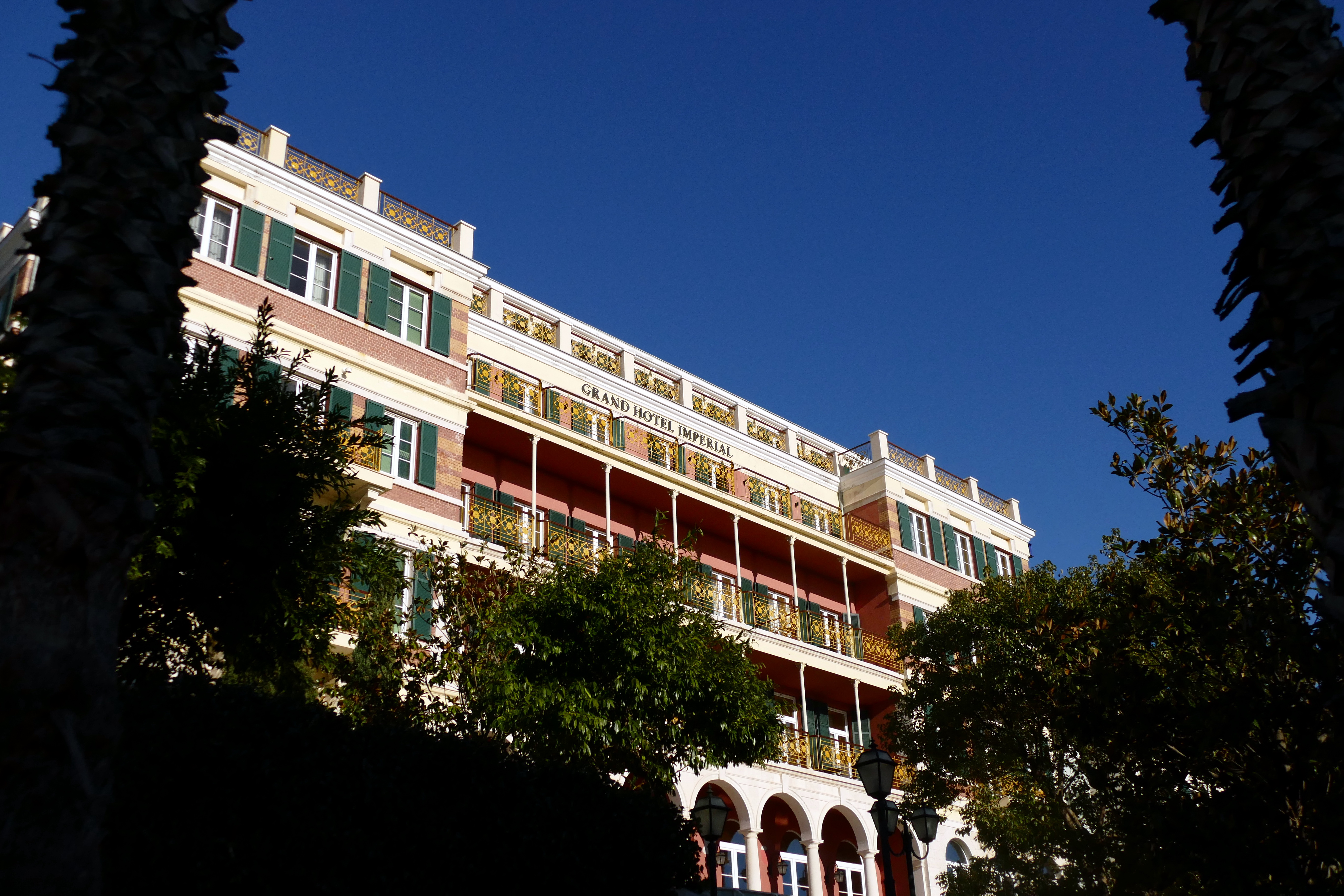
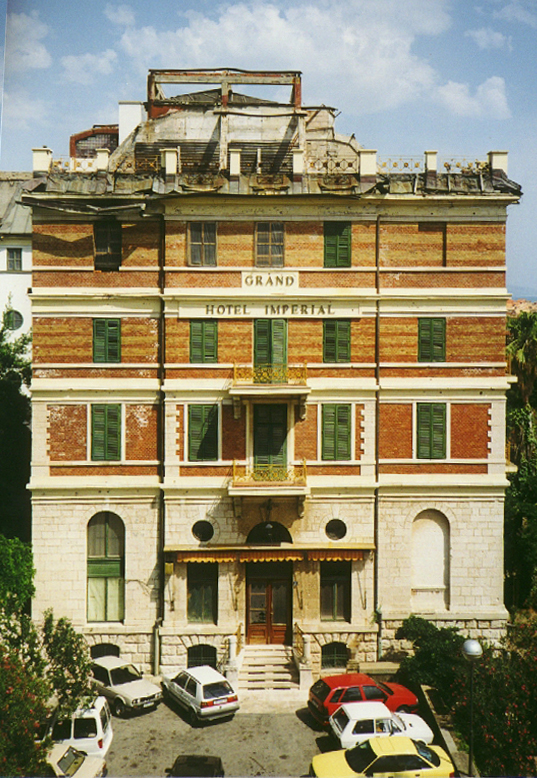
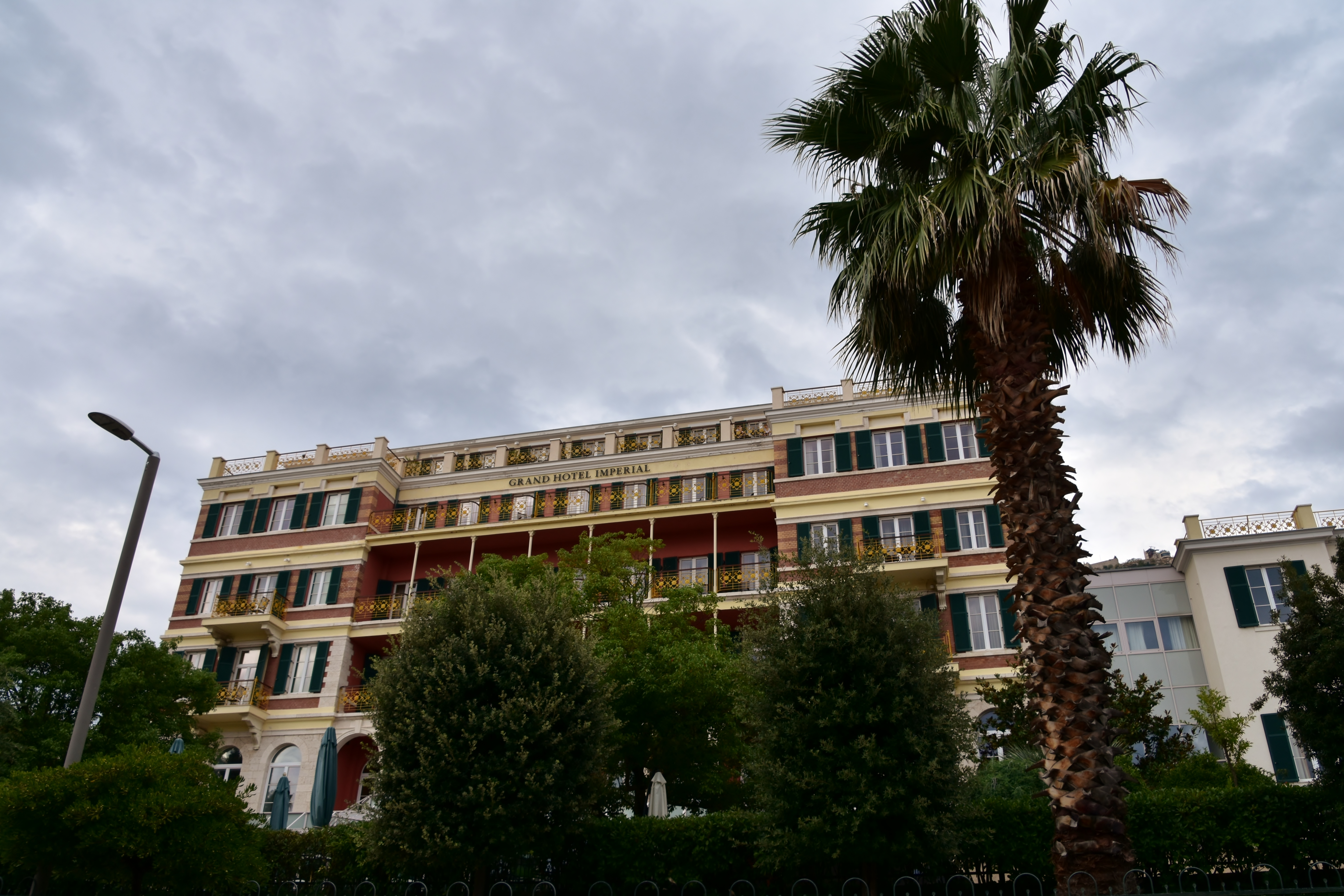